# Vipère rhinocéros
Bitis nasicornis
Ne doit pas être confondu avec Bitis rhinoceros.
Espèce
Synonymes
- Coluber nasicornis Shaw, 1802
- Vipera hexacera Duméril & Bibron, 1854

Bitis nasicornis, la Vipère rhinocéros, est une espèce de serpents de la famille des Viperidae.
On la trouve dans la forêt humide de l'Ouest et du centre de l'Afrique. C'est une grosse vipère venimeuse, pouvant dépasser le mètre, caractérisée par sa robe colorée et surtout un appendice nasal en forme de cornes. On ne connaît pas de sous-espèces.

## Description

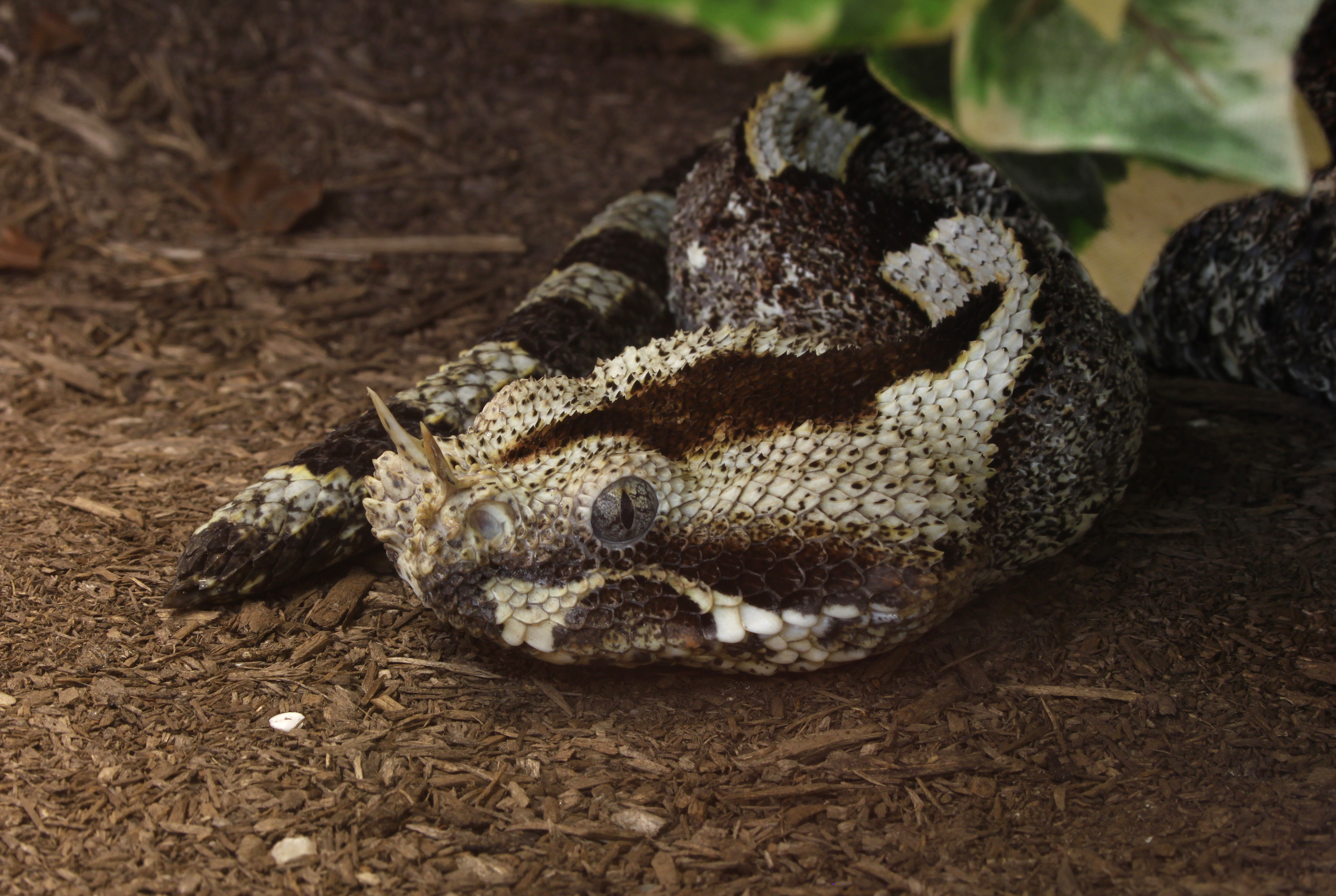
Bitis nasicornis.

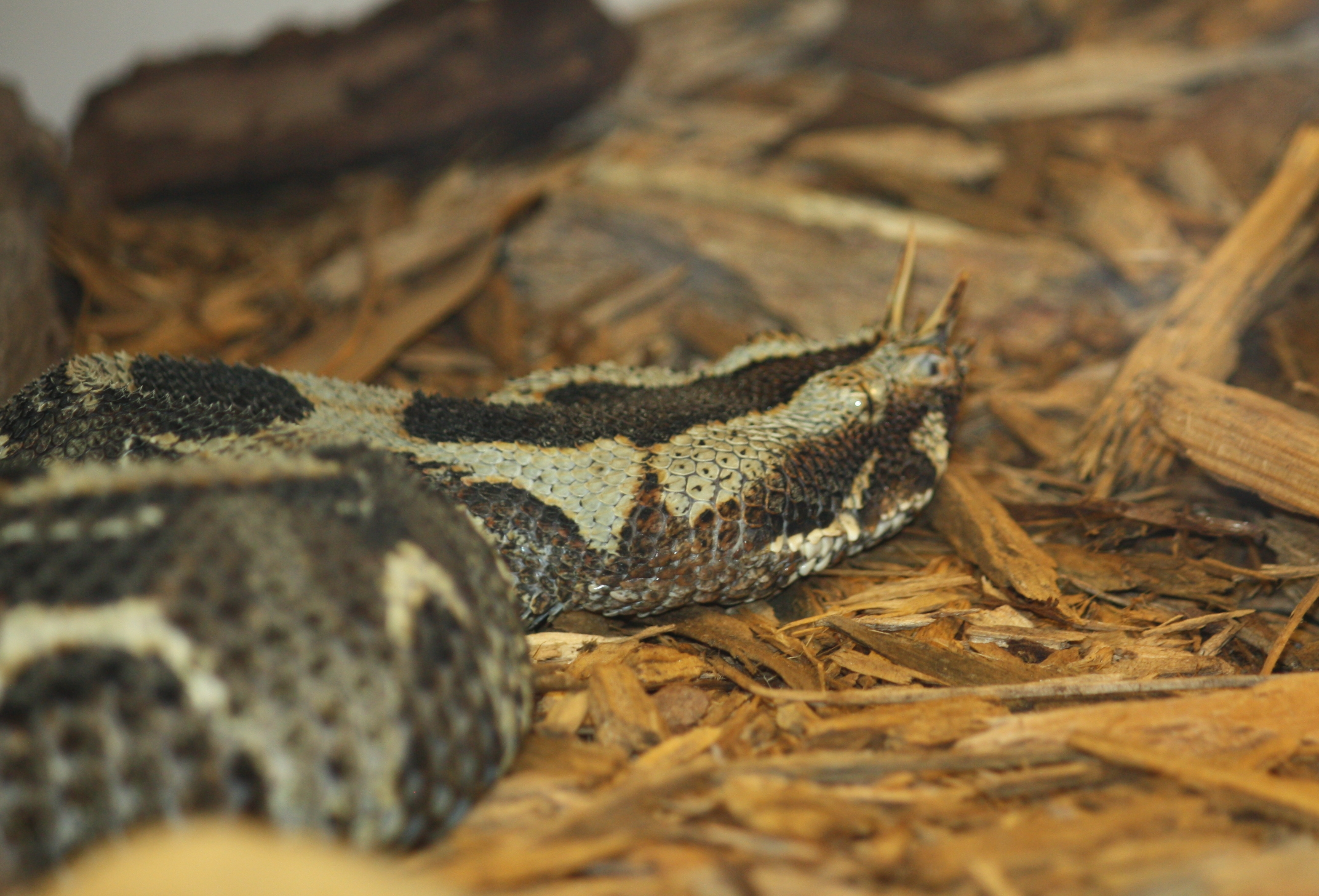
Bitis nasicornis.

Sa longueur varie de 72 à 107 cm, avec un maximum exceptionnel enregistré de 120 cm, la longueur moyenne étant de 60 à 90 cm. Les femelles deviennent plus grandes que les mâles.
La tête est étroite, plate, triangulaire et relativement petite comparée au reste du corps. Le cou est fin. Elle possède un ensemble caractéristique de 2 ou 3 écailles semblables à des cornes sur l'extrémité de son nez, et la paire antérieure peut être très longue. Les yeux sont petits et projetés en avant. Les crochets à venin sont courts, atteignant rarement plus de 1,5 cm de longueur.
Au milieu du corps on trouve de 31 à 43 rangées d'écailles dorsales, si rugueuses et si puissamment carénées qu'elles infligent quelquefois des blessures aux soigneurs quand le serpent se débat. Il y a de 117 à 140 écailles ventrales et une seule écaille anale. On dénombre entre 12 ou 16 (selon les auteurs) à 32 vertèbres subcaudales, avec les mâles en ayant davantage (de 25 à 30) que les femelles (de 16 à 19). Il semble qu'elles aillent par paires et que les mâles en aient un plus grand nombre.
Le dessin des couleurs consiste en une série de 15 à 18 taches oblongues bleues ou bleu-vert, chacune présentant une ligne jaune citron au bas de son centre. Ces taches sont incluses à l'intérieur de taches rhombiques noires et irrégulières. Une série de triangles sombres cramoisis court le long des flancs, bordés de vert ou de bleu. Beaucoup d'écailles latérales ont des terminaisons blanches, ce qui donne au serpent une apparence veloutée. Le haut de la tête est bleu ou vert, surmonté d'une marque distincte en forme de flèche noire. L'abdomen va du vert terne au blanc sale, fortement marbré et taché de noir et de gris. Les spécimens occidentaux sont plus bleus, alors que ceux de l'Est sont plus verts. Après la mue, leurs couleurs brillantes se ternissent rapidement du fait que la boue de leur habitat, généralement humide, s'accumule sur les écailles rugueuses.

## Répartition

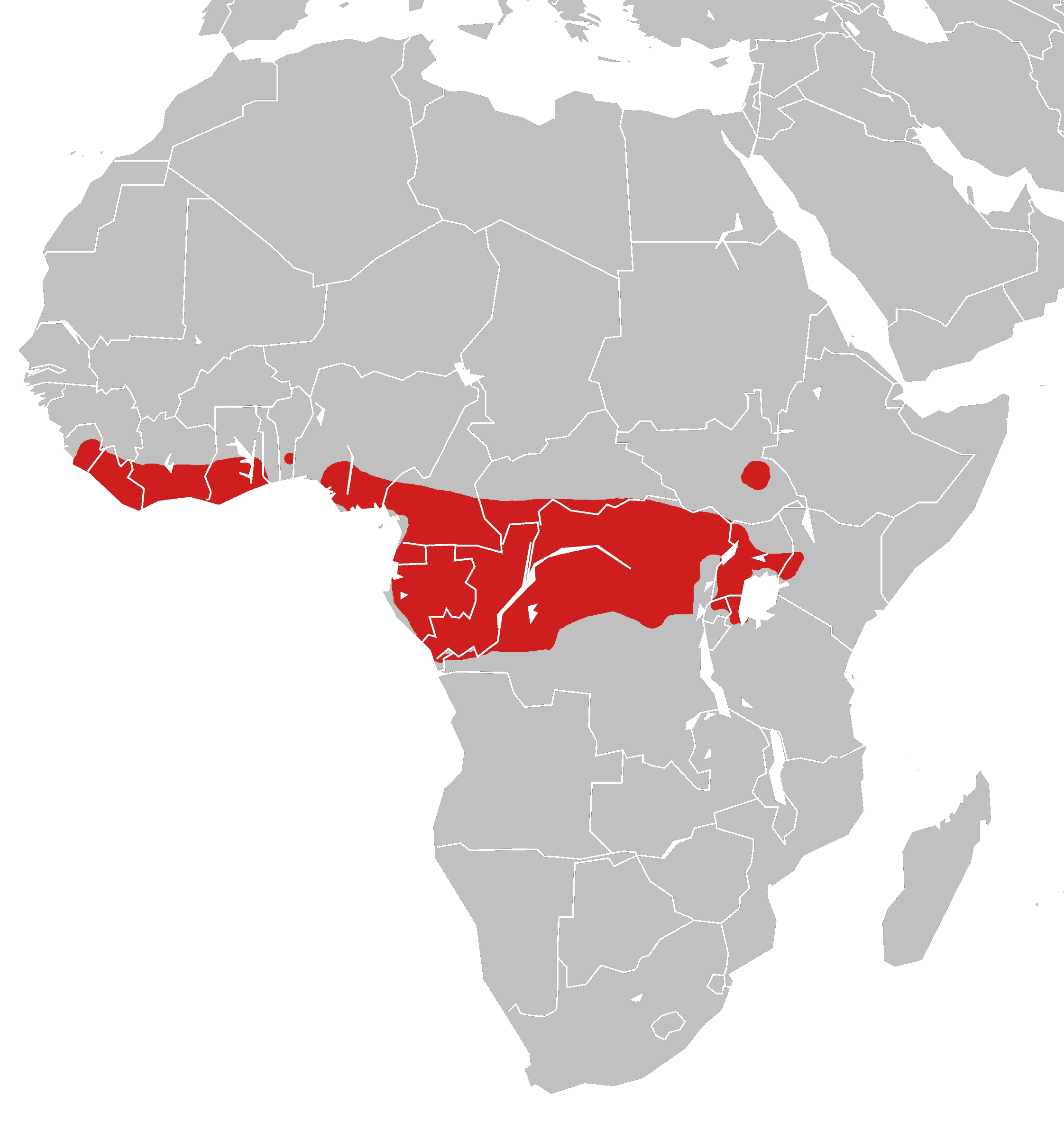
Aire de répartition

Cette espèce se rencontre en Afrique centrale, et de l'Ouest, tout autour du Golfe de Guinée :
- en Guinée, en Sierra Leone, au Liberia, en Côte d'Ivoire, au Ghana, au Togo, au Bénin et au Nigeria ;
- en République centrafricaine, au Cameroun, en Guinée équatoriale, au Gabon, en République du Congo et en République démocratique du Congo ;
- au Soudan du Sud, en Ouganda, dans l'ouest du Kenya et en Tanzanie ;
- en Angola et en Zambie.

## Habitat
Elle vit dans les aires forestières mais s'aventure rarement à l'intérieur des bois. Son habitat est donc plus restreint que celui de Bitis gabonica.

## Comportement

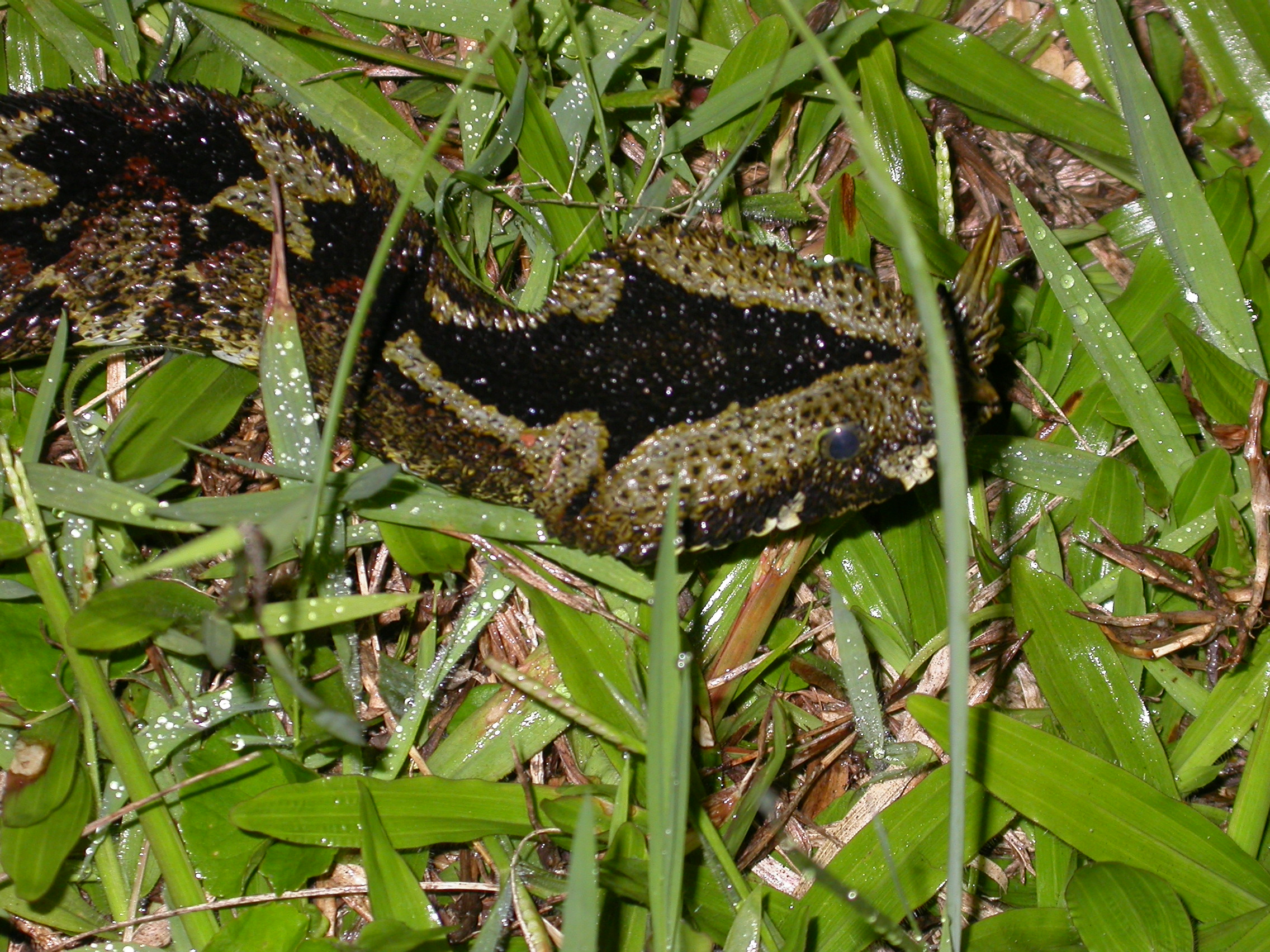
Bitis nasicornis

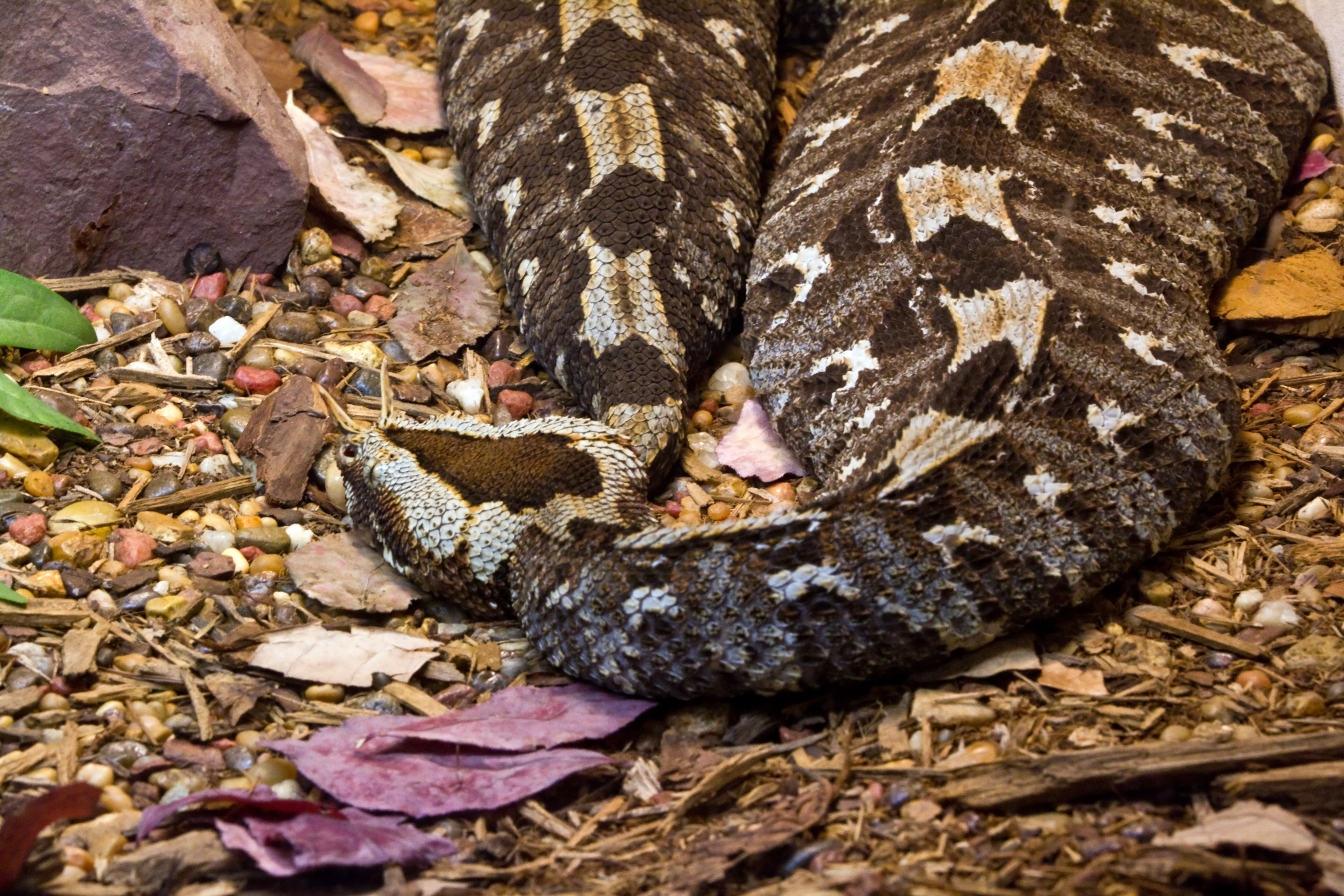
Bitis nasicornis

Essentiellement nocturne, elle se cache pendant le jour dans les détritus de feuillage, dans les trous, autour des arbres tombés ou des racines enchevêtrées des arbres de forêt. Sa coloration vive lui est un excellent camouflage dans la lumière tachetée du sol de la forêt, la rendant presque invisible. Bien qu'elle soit surtout terrestre, on s'est rendu compte qu'elle grimpe dans les arbres et les buissons où on l'a trouvée jusqu'à 3 m au-dessus du sol. Pour grimper elle s'aide de sa queue qui est préhensile jusqu'à un certain point. On la trouve quelquefois dans les mares peu profondes et on l'a décrite comme une nageuse puissante.
Son mouvement est lent, mais elle est capable de frapper vite, en avant ou de côté, sans serpenter d'abord ni donner un avertissement. La prendre par la queue est risqué ; comme cette queue est un peu préhensile, elle peut l'utiliser pour se redresser vers le haut et mordre.
On l'a décrite comme un animal généralement calme ; moins que Bitis gabonica, mais pas aussi irascible que Bitis arietans. Quand on l'approche, elle révèle souvent sa présence en sifflant. Il est dit qu'elle émet un sifflement plus fort que celui de n'importe quel serpent africain — presque un cri aigu.
Le "Venin [est] cytotoxique, neurotoxique et principalement hémotoxique. [Il] est très virulent et lors d'une morsure on constate : douleurs abdominales, fièvre, diarrhées abondantes, nausées, transpiration abondante, œdème compressif et dur pouvant amener à un syndrome des loges, gonflement de la langue, hypotension, tachycardie et dyspnée (son venin ayant des capacités neurotoxiques), embolie pulmonaire, phlyctènes, ischémie musculaire, tissus nécrosés et extensifs, hémorragies internes à la suite des graves problèmes de coagulation, circulation sanguine instable, thrombopénie, une hyponatrémie sévère accompagnant un blocage et une insuffisance rénale, hématurie, choc anaphylactique. Sans soins appropriés, la mort peut survenir." 

## Nourriture
Elle préfère se tenir en embuscade pour chasser, et passe probablement une grande partie de sa vie immobile, attendant qu'une proie passe à proximité. Des auteurs ont décrit qu'un spécimen en captivité qui abandonnait rarement la boîte où elle se cachait, même quand elle avait faim et qui a une fois attendu pendant trois jours qu'une souris vivante entrât dans sa boîte avant de la saisir. Elle se nourrit surtout sur de petits mammifères, mais dans les habitats de zone humide, elle est aussi connue pour attraper des amphibiens et même pour pêcher. Un spécimen en captivité de longue durée, que l'on nourrissait régulièrement de souris et de grenouilles déjà tuées, avait l'habitude de s'agripper à sa proie pendant quelques minutes et de simuler une bataille avant de l'ingurgiter.

## Reproduction
Dans l'Afrique de l'Ouest, l'espèce donne naissance de 6 à 38 jeunes en mars-avril au début de la saison des pluies. Les vipéreaux qui éclosent ont de 18 à 25 centimètres de long. Dans l'Afrique de l'Est, on ne sait pas bien la saison où elle se reproduit.

## Venin
Du fait que son habitat est restreint, peu de cas de morsures ont été signalés. On ne dispose d'aucune statistique.
On sait peu de choses sur la toxicité du venin et sa composition. Chez les souris, la DL50 par voie intraveineuse est de 1,1 mg/kg. On suppose que le venin est légèrement moins toxique que ceux de B. arietans et de B. gabonica. La production maximale de venin liquide est de 200 mg. Une étude a établi que ce venin a la DL50 i.m. la plus élevée — 8,6 mg/kg — sur cinq différents venins de vipéridés évalués (B. arietans, B. gabonica, Bitis nasicornis, Daboia russelii et Vipera aspis). Une autre a montré une faible variation dans la virulence du venin de ces serpents, que l'on prélève le venin une fois tous les deux jours ou une fois toutes les trois semaines. Pour les lapins, son venin semble effectivement un peu plus toxique que celui de B. gabonica.
Il n'existe que quelques rapports détaillés sur l'envenimation chez l'homme. On a décrit une enflure massive, susceptible de causer une nécrose. À Dayton, dans l'Ohio, en 2003, un homme qui gardait chez lui un spécimen comme animal de compagnie, a été mordu et en est mort. Il existe au moins un antivenin qui protège spécialement contre les morsures de cette espèce : l'India Antiserum Africa Polyvalent.

## Publication originale
- Shaw, 1802 : The Naturalists's Miscellany: or coloured figures of natural objects, drawn and described immediately from Nature. Nodder & Co. , London, vol. 3, part. 2 (texte intégral).